# Francesc Vidal i Careta
Francesc Vidal i Careta (Barcelona (Barcelonès), 13 de gener de 1860 - Madrid, 1923), va ser un metge, naturalista i compositor català.
Era fill del metge reusenc Francesc Vidal i Roselló, que exercia a Barcelona. Des de l'edat de cinc anys va estudiar piano, sent, respectivament, els seus mestres el seu pare, Querol Sabater, Rachel i l'eminent pianista Juan Bautista Pujol, en un dels concursos del qual va obtenir el primer premi (1877). El 1880 es va llicenciar en medicina i cirurgia i el 25 d'octubre de 1881 va doctorar-se a la Universitat Central de Madrid (l'única universitat espanyola que, fins a 1954 conferia el títol de doctor) amb la tesi titulada La música en sus relaciones con la medicina, estudio especulativo, fisiologico, higienico, terapeutico, alhora que prenia els graus de llicenciat i doctor en ciències naturals, la carrera dels quals va acabar a la mateixa Universitat. El 13 d'octubre de 1885 va guanyar per oposició la càtedra de paleontologia estratigràfica de la Universitat de l'Havana. Les autoritats superiors i universitàries de Cuba li van encomanar en diverses dates comissions científiques i literàries molt honroses, com la d'examinar els alumnes de l'Ateneu de Puerto Rico i instal·lar a l'Exposició Historico-americana celebrada a Madrid el 1892 una col·lecció de roques i fòssils. de la Gran Antilla.
El 1895, vacant la càtedra de paleontologia de la Universitat Central (Madrid) per mort de l'eminent geòleg Juan Vilanova, el concurs va ser fallat a favor de Vidal i Careta, sent nomenat per a aquesta vacant, que el 1900 es va anomenar de Geografia i Geologia dinàmica. Va col·laborar a la revista La Naturaleza.
Dels seus llibres, opuscles i articles cal recordar:
- Historia de las razas humanas de la isla de Cuba (1891);
- Tratado de Paleontología y estratigráfica (1891);
- Programa resumen de geografía y geología dinámica;
- Proyecto de Código marítimo;
- Bellezas geológicas de España;
- La música en sus relaciones con la medicina.

## Compositor
En la branca musical se li deuen nombroses peces i esborranys d'òpera i la partitura de Cristobal Colón, òpera que s'estrenà en el Gran Teatre del Liceu de Barcelona.